# La Voix du Nord (album)
Albums de Malena Ernman
Naive
(2004) Santa Lucia – En klassisk jul
(2010)
La Voix du Nord est un double album de Malena Ernman, la représentante de la Suède au concours Eurovision de la chanson 2009. Le premier CD contient 11 chansons pop dont La Voix, la chanson du Concours Eurovision, et le deuxième CD 11 arias. L'album est publié le 1er juillet 2009 en Suède. Il est no 1 à sa sortie en Suède et est certifié disque d'or au cours de sa première semaine.

## Liste des titres

### Disque 1
1. One Step from Paradise
2. La Voix
3. Min plats på jorden
4. Sempre Libera
5. What Becomes of Love
6. Un Bel Di
7. Breathless Days
8. Perdus
9. Tragedy
10. All the Lost Tomorrows
11. La Voix (acoustique)

### Disque 2
1. Quando me'n vo
2. Voi Che Sapete
3. Solveigs Sang
4. O Mio Babbino Caro
5. Vedrai Carino
6. Una Voce Poco Fa
7. Lascia Chi'ao Pianga
8. Caro Mio Ben
9. Non Più Mesta
10. Ombra Mai Fu
11. Dido's Lament